# يو إف سي 252
يو إف سي 252: ميوتيتش ضد كورمييه 3 (بالإنجليزية: UFC 252: Miocic vs. Cormier 3 )‏ هو حدث لفنون القتال المختلطة نظمته يو إف سي، أُقيم في 15 أغسطس 2020، على يو إف سي أبيكس في إنتربرايز، نيفادا، الولايات المتحدة.